# Poul Beenfeldt
Poul Beenfeldt (født januar 1610, død 26. maj 1676) var en dansk officer. Han begyndte sin militære karriere i 1638 som løjtnant og steg i 1657 til oberst. 
Beenfeldt er mest kendt for i september 1658, i begyndelsen af Anden Karl Gustav-krig, efter kun tre ugers belejring at have overgivet Kronborg til svenskerne. Denne handling førte til, at han faldt i unåde og i 1659 blev dødsdømt ved en krigsret. Han blev dog benådet, efter at have indsendt et forsvarsskrift fra Lübeck, og vendte senere tilbage til Danmark, hvor han modtog en pension.
Han var gift med Margrete Fischer og begravet i Sankt Nicolai Kirke i Kolding.